# Dorfkirche Oberwellenborn

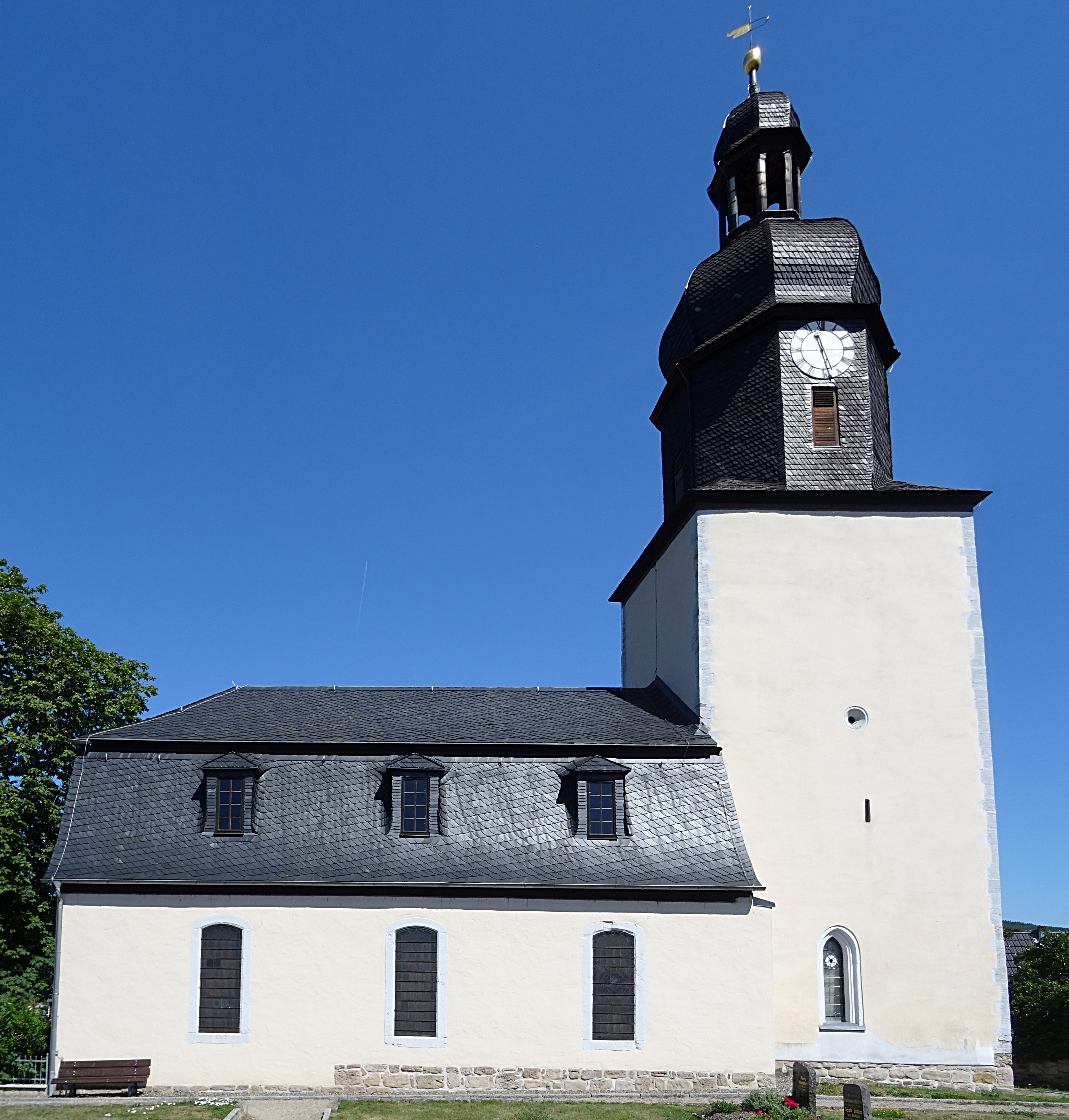
Dorfkirche Oberwellenborn

Die evangelisch-lutherische, denkmalgeschützte Dorfkirche Oberwellenborn steht in Oberwellenborn, einem Ortsteil von Unterwellenborn im Landkreis Saalfeld-Rudolstadt in Thüringen. Die Kirchengemeinde Oberwellenborn gehört zum Pfarrbereich Saalfeld II-Unterwellenborn im Kirchengemeindeverband Saalfeld im Kirchenkreis Rudolstadt-Saalfeld der Evangelischen Kirche in Mitteldeutschland.

## Beschreibung
Eine romanische Saalkirche mit eingezogenem Chorturm im Osten wurde 1200 gebaut. Nördlich des Chores entstand 1516 ein kreuzgratgewölbter Anbau mit Piscina in einer spitzbogigen Wandnische. Um 1766 wurde das Langhaus barockisiert und es erhielt ein Mansarddach mit Dachgauben. Der Turm erhielt ein achtseitiges schiefergedecktes Geschoss, in dem sich der Glockenstuhl befindet. Bedeckt ist der Turm mit einer Haube, auf der eine Laterne sitzt, die von einer Turmkugel bekrönt wird. Das Kirchenschiff hat zweigeschossige Emporen und ist mit einem hölzernen Tonnengewölbe überspannt. Der Chor hat ein Kreuzrippengewölbe mit wulstförmigen Gewölberippen. Dort steht ein Flügelaltar von 1505/06 aus der Saalfelder Schule. Im Schrein unter filigranen Schleierbrettern vor punziertem Goldgrund stehen geschnitzte Figuren, im Zentrum eine Mondsichelmadonna, flankiert vom heiligen Nikolaus, von der heiligen Katharina, von der heiligen Barbara und dem heiligen Martin. In den Flügeln jeweils drei weitere Heiligenfiguren. In der Predella befindet sich ein Tafelbild mit Porträts von Jesus Christus und den zwölf Aposteln. Im kleinen Gesprenge befindet sich eine geschnitzte Kreuzigungsgruppe. Im geschlossenen Zustand sind Tafelbilder der Verkündigung und Christi Geburt zu sehen. Die Kanzel aus der zweiten Hälfte des 18. Jahrhunderts ist mit Rokokoschmuck versehen.
Die Orgel mit zwölf Registern, verteilt auf ein Manual und ein Pedal, wurde um 1820 von Johann Michael Georgi aus Unterwirbach gebaut.

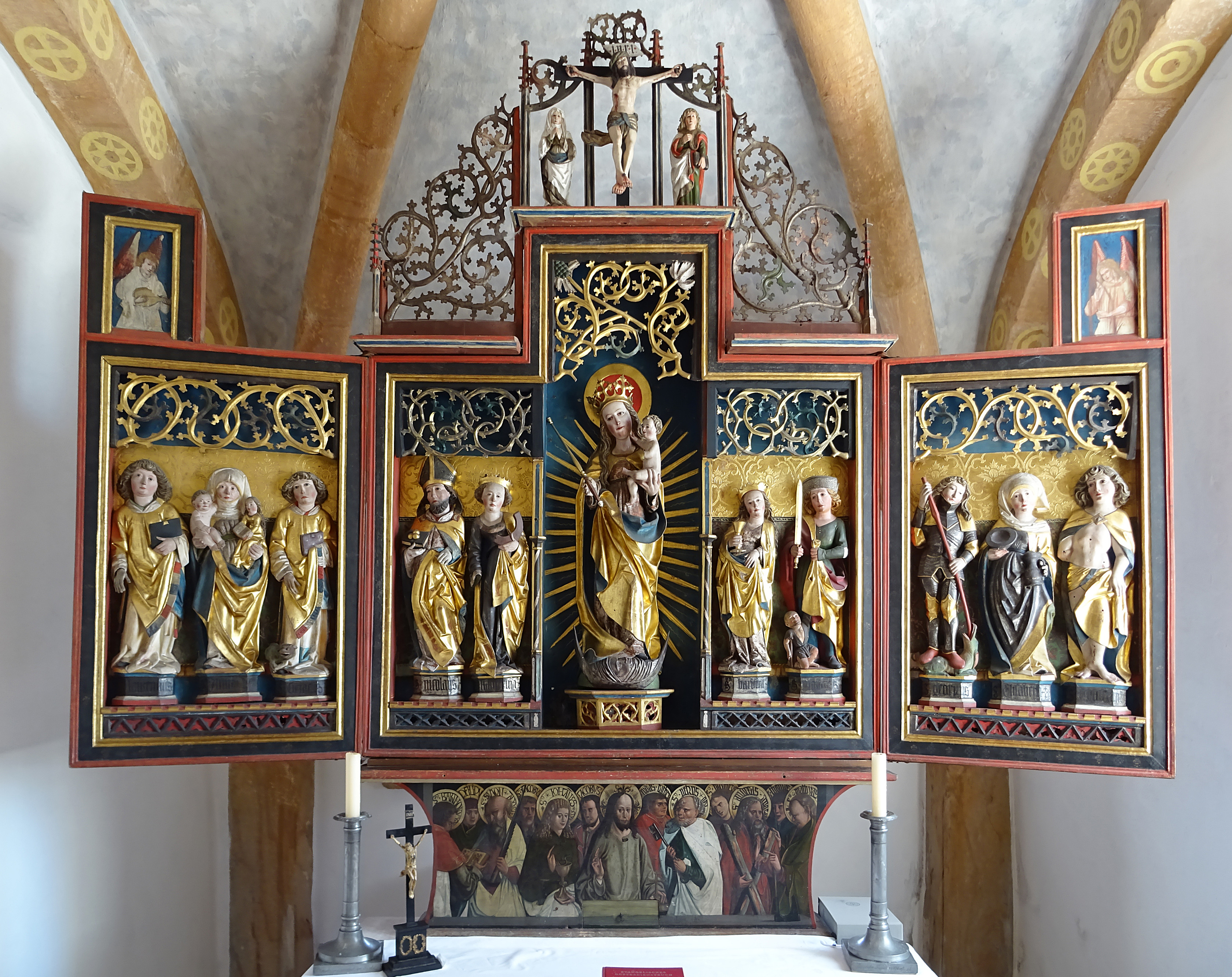
Schnitzaltar Festtagsseite
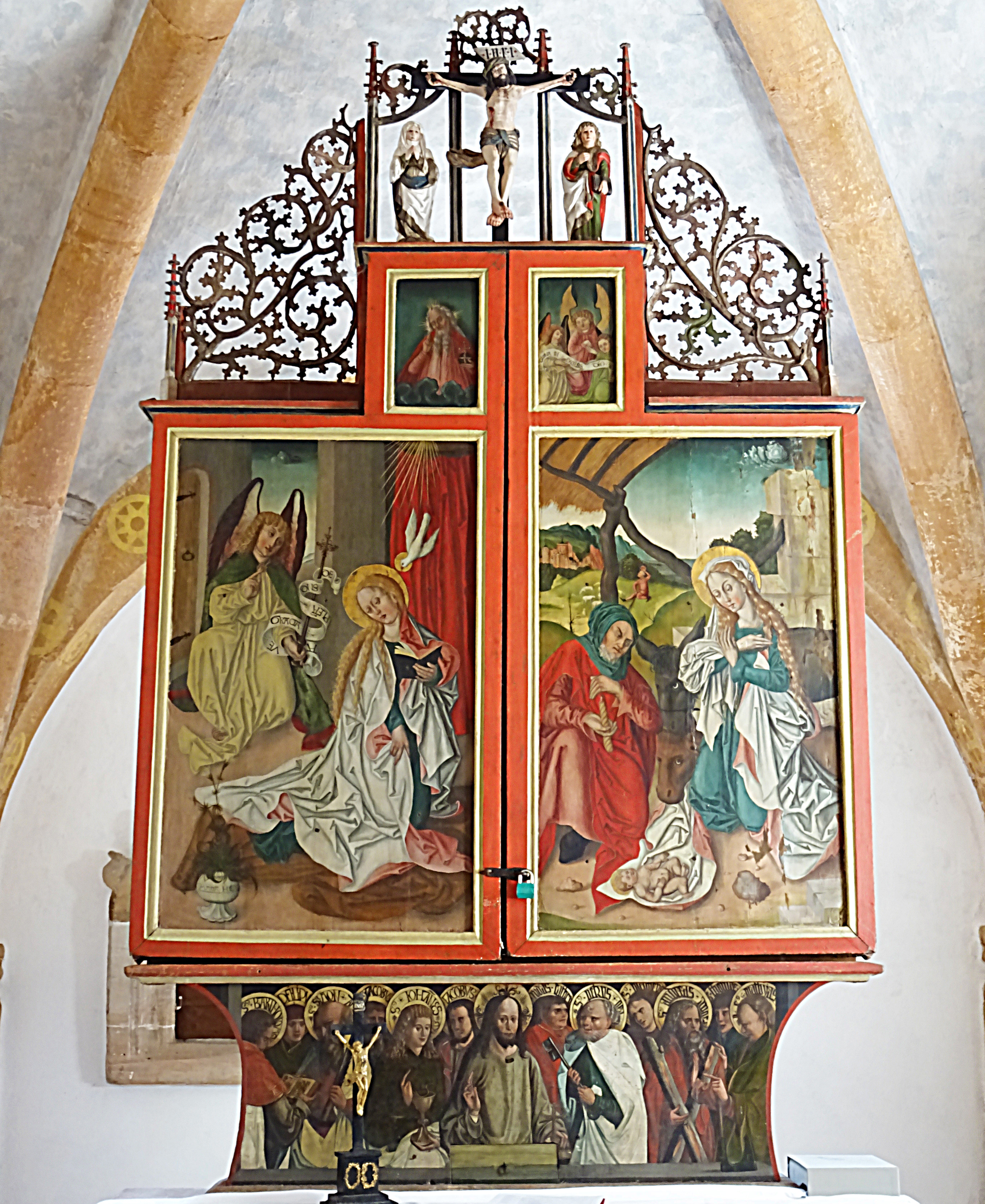
Schnitzaltar Werktagsseite
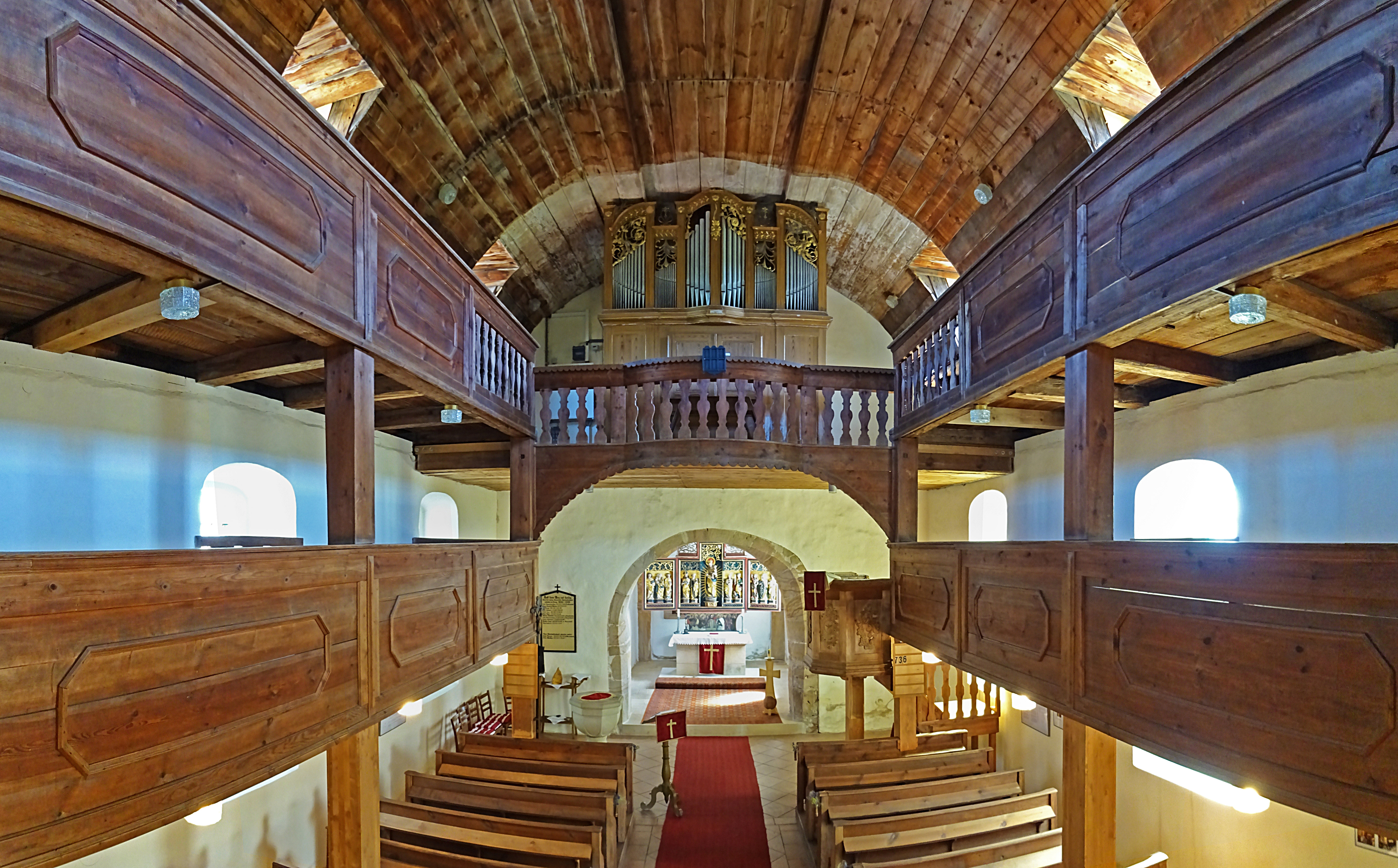
Innenansicht
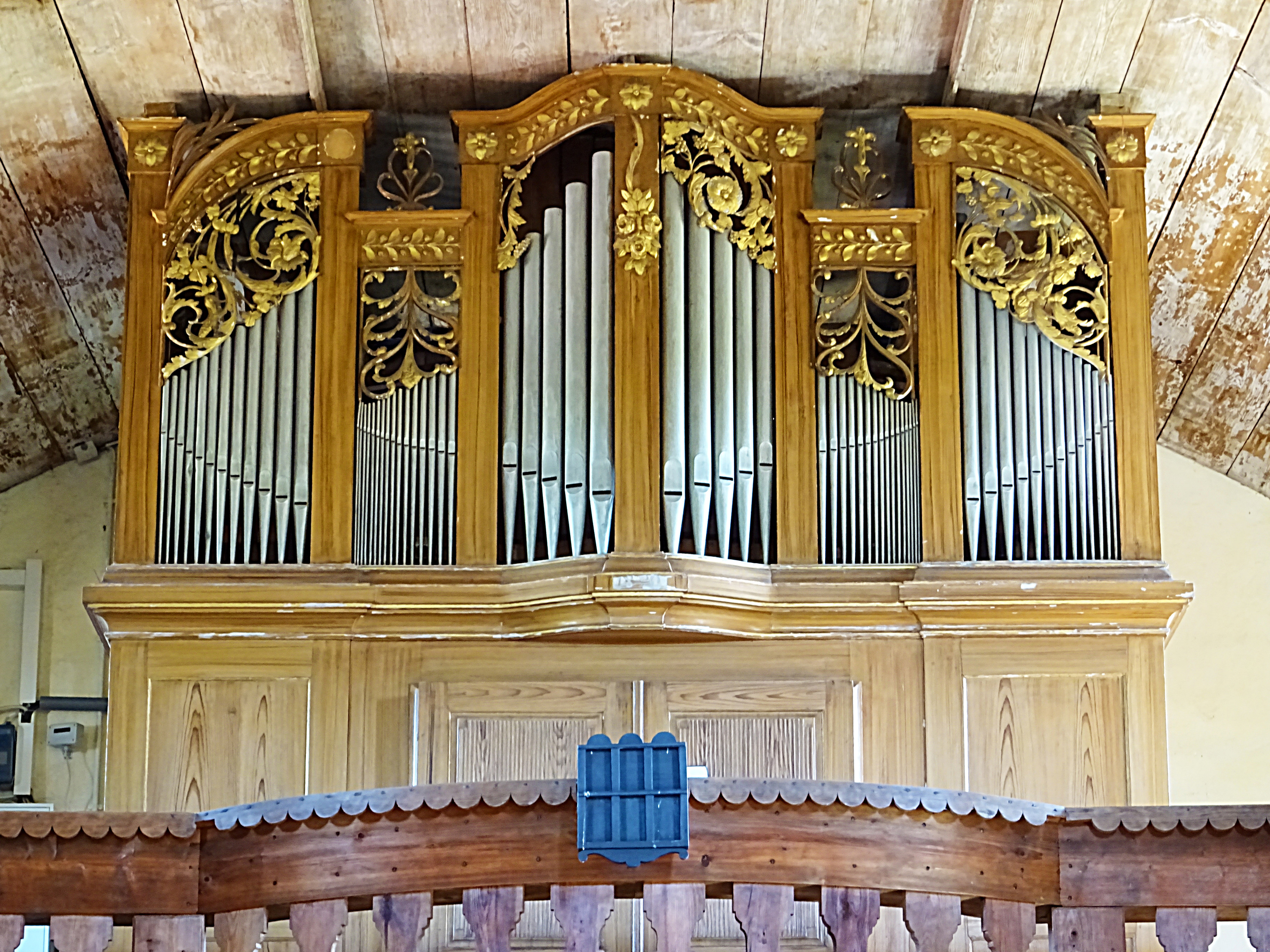
Orgel